# 天台院
天台院（てんだいいん）とは、大阪府八尾市西山本町（旧：河内国若江郡八尾中野村）にある天台宗の仏教寺院。山号は紫雲山。

## 歴史・概要
天台宗総本山である比叡山延暦寺の末寺。室町時代初期、朝廷が南朝・北朝に分裂していた頃の創建とされている。開基は文観上人と伝えられており、確証はないが河内長野市の天野山金剛寺に伝わる「釈摩訶行論」の奥書きに､上人は 壮年四天王寺に遊び、また河内国に錫をとどめていた と記され、このとき 河内に小庵を結んだ とあり､その小庵が天台院であるとされている。
昭和26年（1951年）、今東光が本山から住職として派遣された。今東光が派遣された頃の寺は木造の古びたボロ堂宇で、檀家が三十数件の貧乏寺であった。和尚は24年間ほど住職として滞在した。その間作家・政治家として活躍し、寺も世間の注目を集めていた。
現在はコンクリート製の立派な堂宇となり、境内には八尾文化協会による「東光碑」が建てられた。
境内に無畏智道上人の碑（文化4卯年7月8日）があり、さらに碑の前方に井戸があり、｢智道の水｣として知られている｡